# Ross Byrne
Ross Patrick Byrne (Dublino, 8 aprile 1995) è un rugbista a 15 irlandese, che gioca come mediano di apertura nel Leinster.

## Biografia
Byrne proviene da una famiglia di rugbisti dato che anche il fratello minore Harry è un giocatore professionista. La sua formazione si svolse sui campi del St Michael's College di Dublino che lasciò nel 2014 per entrare a far parte dell'accademia del Leinster. Il suo debutto con la franchigia irlandese avvenne nella prima giornata del Pro12 2015-2016 contro Edimburgo. L'annata successiva esordì anche nelle coppe europee nell'incontro con Northampton valido per la European Rugby Champions Cup 2016-2017. Le prime vittorie col Leinster arrivarono nella stagione seguente con la conquista del double campionato e Champions Cup. Questi successi furono immediatamente seguiti da una striscia di tre vittorie consecutive del Pro14, le ultime due disputando la finale da titolare. Fu poi nominato come miglior mediano di apertura della competizione nelle annate 2021-2022 e 2022-2023, nonostante la sua squadra non avesse ottenuto nessun titolo.
A livello internazionale, Byrne prese parte al mondiale giovanile del 2014 con la selezione irlandese di categoria. Convocato anche per l'edizione seguente fu costretto a dare forfait a causa di un infortunio. Ricevette la sua prima chiamata nell'Irlanda in occasione del tour estivo del 2018, ma non ottenne nessuna presenza. Il suo esordio avvenne nel novembre dello stesso anno nella partita contro l'Italia dove segnò anche i suoi primi punti internazionali mettendo a segno due trasformazioni. Nella stagione successiva fu incluso nella squadra allargata per preparare la Coppa del Mondo di rugby 2019, ma, nonostante la titolarità nell'incontro amichevole contro l'Inghilterra, non fu poi selezionato per la competizione iridata. Tra il 2020 e il 2021 disputò dieci incontri internazionali. Dopo più di un anno di assenza tornò a vestire la maglia della nazionale in occasione del test-match contro l'Australia del novembre 2022. Successivamente scese in campo in tutte le partite del Sei Nazioni 2023, vinto dall'Irlanda ottenendo il Grande Slam.

## Palmarès
- Pro14: 4
Leinster: 2017-18, 2018-19, 2019-20, 2020-21
- Champions Cup: 1
Leinster: 2017-18